# Ipomoea mauritiana
Espèce
Ipomoea mauritiana est une espèce de plantes dicotylédones de la famille des Convolvulaceae, tribu des Ipomoeeae, originaire des régions tropicales et subtropicales d'Afrique et d'Amérique, également présente en Asie et en Australasie. C'est une plante herbacée vivace aux racines tubéreuses et aux tiges volubiles pouvant atteindre 10 mètres de long.

## Synonymes
Selon The Plant List (5 novembre 2019) :
- Batatas paniculata (L.) Choisy
- Convolvulus paniculatus L.